# فلوکینا فون پلاتن
فلوکینا فون پلاتن (آلمانی: Flockina von Platen; ۱۴ مهٔ ۱۹۰۵ – ۲۶ نوامبر ۱۹۸۴) هنرپیشه اهل آلمان بود.
از فیلم‌ها یا برنامه‌های تلویزیونی که وی در آن نقش داشته‌است می‌توان به عشق بزرگ و کوچک اشاره کرد.